# Mariusz Muszyński
Mariusz Muszyński (* 6. Juli 1964 in Brześć Kujawski) ist ein polnischer Rechtswissenschaftler, Juraprofessor und seit 2017 Vizepräsident des Polnischen Verfassungsgerichtshofs (polnisch Trybunał Konstytucyjny).

## Leben

### Akademische Laufbahn
Mariusz Muszyński studierte bis 1991 an der Universität Thorn Rechtswissenschaft. Er schloss seinem Studium mit einem Magister ab und absolvierte sein Referendariat bei der Staatsanwaltschaft. Nach einem Austauschaufenthalt an der Universität Wien promovierte er 1997 ebenfalls in Thorn. Seine Habilitation folgte 2004. 2005 erhielt er eine Professur am Lehrstuhl für Völkerrecht an der Kardinal-Stefan-Wyszyński-Universität Warschau. 2010 nahm er zusätzlich eine Professur an der Łazarski-Hochschule in Warschau an. Er spezialisiert sich auf internationales öffentliches Recht, Europarecht sowie die deutsch-polnischen Rechtsbeziehungen.

### Richter- und Diplomatenkarriere
Mariusz Muszyński war in den 1990er Jahren im polnischen Außenministerium und in der polnischen Botschaft in Berlin tätig, wo er die Rechtsabteilung des Konsulats leitete. Nach 2005 leitete er die Stiftung Polnisch-Deutsche Aussöhnung. Ab 2011 war er Richter am Staatsgerichtshof, seit 2015 als einer der beiden Stellvertreter des Vorsitzenden. Seit 2015 ist er Verfassungsrichter am Verfassungsgerichtshof, seit 2017 als Vizepräsident des Verfassungsgerichtshofs.

## Publikationen
- Neutralność Austrii a udział we Wspólnej Polityce Zagranicznej i Bezpieczeństwa UE, Warszawa 1998.
- Karta praw podstawowych z komentarzem (współautor), Bielsko-Biała 2000.
- Traktat o Unii Europejskiej z komentarzem (współautor), Bielsko-Biała 2001.
- Obywatelstwo niemieckie. Wprowadzenie w problematykę, Bielsko-Biała 2002.
- Konwencja wiedeńska o stosunkach konsularnych z komentarzem, Bielsko-Biała 2003.
- Przejęcie majątków niemieckich przez Polskę po II wojnie światowej, Bielsko-Biała 2003.
- Traktat ustanawiający Wspólnotę Europejską z komentarzem (współautor), Bielsko-Biała 2003.
- Sprawozdanie w przedmiocie strat i szkód wojennych w latach 1939–1945 (red.), Warszawa 2007.
- Niemcy o Polsce i Polakach. Polska w mediach niemieckich w latach 2006–2007 (red.), Warszawa 2007.
- Unia Europejska. Historia, architektura, prawo, Bielsko-Biała 2011.
- Państwo w prawie międzynarodowym, Bielsko-Biała 2012.